# Mormonia dejecta
Mormonia dejecta är en fjärilsart som beskrevs av John Kern Strecker 1880. Mormonia dejecta ingår i släktet Mormonia och familjen nattflyn. Inga underarter finns listade i Catalogue of Life.